# Cosmopolitodus hastalis
Cosmopolitodus hastalis es una especie del género extinto Cosmopolitodus de tiburón caballa que vivió hace entre treinta y un millón de años, desde finales del Oligoceno hasta principios del Pleistoceno. Cosmopolitodus hastalis, cuyo nombre común es marrajo de dientes anchos (otros nombres comunes incluyen el extinto marrajo gigante y tiburón blanco de dientes anchos). En 2021, Isurus planus fue reasignado al género, y así se convirtió en la segunda especie C. planus. Sin embargo, algunos investigadores todavía consideran a ambas especies de Cosmopolitodus como especies de Carcharodon.
Sus dientes pueden alcanzar longitudes de hasta 3,5 pulgadas (7,5 cm) y se encuentran en todo el mundo. Se cree que es un antepasado del gran tiburón blanco, un argumento respaldado por la especie de transición Carcharodon hubbelli,  pero hasta 2021, no se han realizado análisis filogenéticos como prueba.